# Noubou
Noubou est une localité du Cameroun située dans la Région de l'Extrême-Nord. Village du canton de Moutourwa rural, Noubou est sous l'administration de la commune de Moutourwa et du département du Mayo-Kani.

## Population
Le recensement de 2005 dénombre 3 729 habitants dans la localité de Noubou.

## Infrastructures
Noubou dispose d'un lycée public général qui accueille les élèves de la 6e à la Terminale. On y trouve aussi un centre de santé intégré.